# Eduard Stein
Eduard Stein (Kleinschirma, 16 d'octubre de 1818 - Sondershausen, 16 de març de 1864) fou un director d'orquestra i mestre de capella alemany.
Fou deixeble de Weinlig i de Mendelssohn a Leipzig, i des de 1853 mestre de capella de Sonderhausen, orquestra que portà a un alt grau de perfecció. Era molt amic de Liszt i Ralfl.